# Amorphophallus tenuispadix
Amorphophallus tenuispadix är en kallaväxtart som beskrevs av Wilbert Leonard Anna Hetterscheid. Amorphophallus tenuispadix ingår i släktet Amorphophallus och familjen kallaväxter. Inga underarter finns listade.